# Straffelovrådet
Straffelovrådet er et stående udvalg under Justitsministeriet i Danmark. Det blev etableret 3. oktober 1960 og er beregnet til at rådgive om, hvordan man skal forholde sig til strafferetlige og principielle spørgsmål. I de første par årtier af det 21. århundrede har femten ændringer af Straffeloven været påvirket af Straffelovrådet. Siden etableringen og frem til primo 2019 har rådet i alt udtalt sig om 27 sager.
Pr. 6. april 2024 er højesteretsdommer Ole Hasselgaard formand for rådet, der udover formanden har 11 medlemmer, hvoriblandt også er en anden højesteretsdommer, nemlig Poul Dahl Jensen. Derudover er der blandt andre en byretsdommer, to professorer fra Københavns Universitet, en advokat og rigsadvokaten.